# Xã Madison, Quận Putnam, Indiana
Xã Madison (tiếng Anh: Madison Township) là một xã thuộc quận Putnam, tiểu bang Indiana, Hoa Kỳ. Năm 2010, dân số của xã này là 1.028 người.